# Stora Mögsjön, Östergötland
Stora Mögsjön är en sjö i Finspångs kommun i Östergötland och ingår i Nyköpingsåns huvudavrinningsområde. Sjön har en area på 0,532 kvadratkilometer och ligger 49,5 meter över havet.

## Delavrinningsområde
Stora Mögsjön ingår i det delavrinningsområde (653109-150909) som SMHI kallar för Utloppet av Yttersjön. Medelhöjden är 59 meter över havet och ytan är 18,04 kvadratkilometer. Det finns inga avrinningsområden uppströms utan avrinningsområdet är högsta punkten. Vattendraget som avvattnar avrinningsområdet har biflödesordning 3, vilket innebär att vattnet flödar genom totalt 3 vattendrag innan det når havet efter 98 kilometer. Avrinningsområdet består mestadels av skog (68 procent). Avrinningsområdet har 2,29 kvadratkilometer vattenytor vilket ger det en sjöprocent på 12,7 procent.